# Mikel Aranburu
Mikel Aranburu Eizagirre (Azpeitia, 18 febbraio 1979) è un ex calciatore spagnolo, di ruolo centrocampista.

## Carriera
Esordisce tra i professionisti con la squadra riserve della Real Sociedad, venendo poi "promosso" alla prima squadra.
Ritornato in campo dopo un grave infortunio nella stagione 2005-06, diventa il capitano della squadra basca, con cui accumulato oltre 400 presenze complessive in campionato.
Il 12 maggio 2012 gioca la sua ultima partita con la maglia della Real Sociedad nella vittoria casalinga per 1 a 0 sul Valencia, salutando così la squadra di San Sebastián dopo 14 anni.
Nel corso della carriera ha inoltre a più riprese vestito la maglia della Selezione di calcio dei Paesi Baschi, per un totale di 9 presenze.

## Palmarès

### Club

#### Competizioni nazionali
- Segunda División (Spagna): 1

Real Sociedad: 2009-2010